# Maglia di Ismenius Lacus

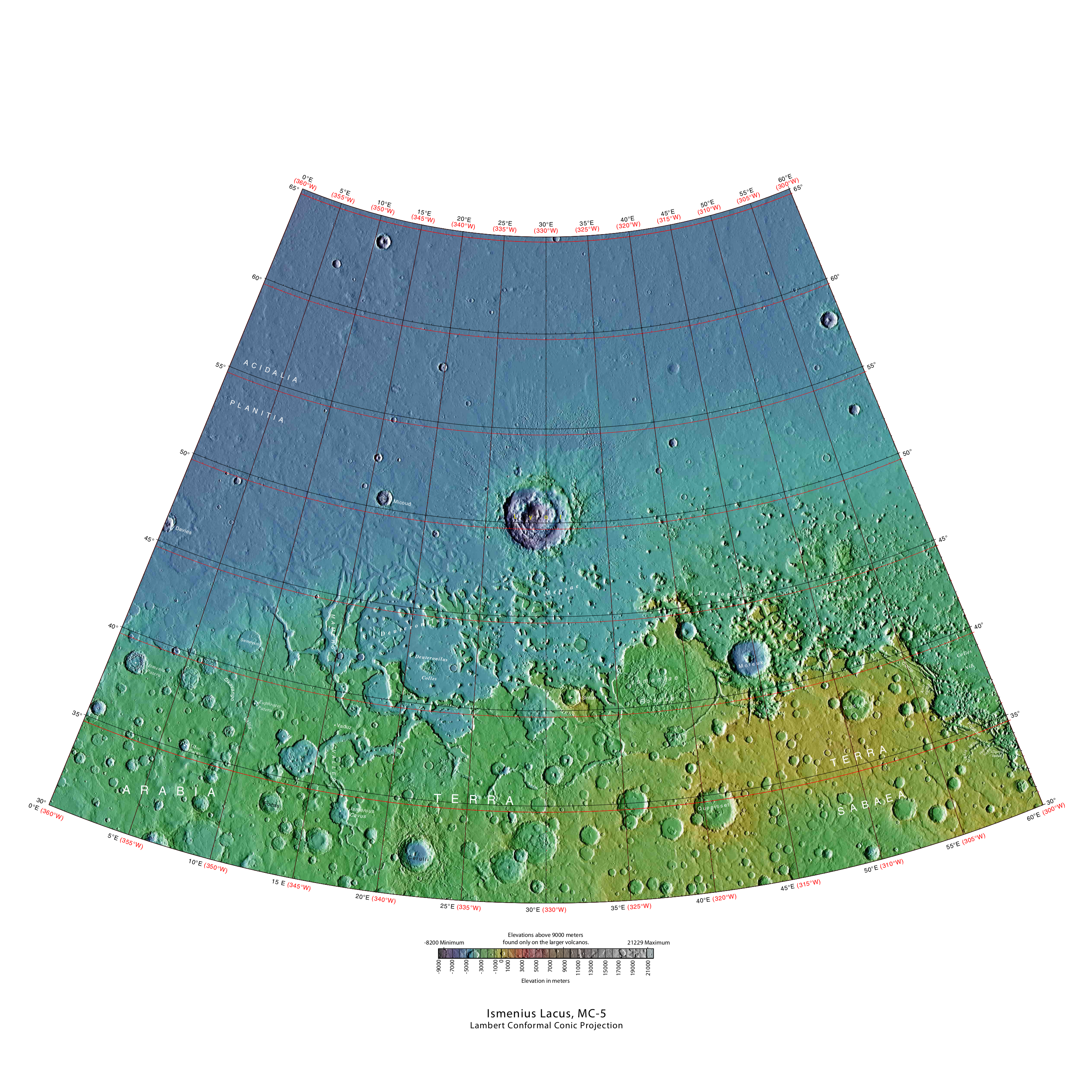
Mappa di MC-05 elaborato dallo strumento Mars Orbiter Laser Altimeter (MOLA) della sonda Mars Global Surveyor (2012). I picchi più elevati sono in rosso e i punti più profondi in blu.

La maglia di Ismenius Lacus è la regione di Marte che occupa la zona tra i 0° e i 60° di longitudine est e tra i 30 e i 65° di latitudine nord ed è classificata col codice MC-05.
Il suo nome deriva dall'omonima caratteristica di albedo situata a 39,67°N e 30°E.

## Elementi geologici
La maglia è caratterizzata a nord da un bassopiano geologicamente molto giovane, l'Acidalia Planitia, e a sud da due terrae ricche di crateri da impatto, l'Arabia Terra e la Terra Sabaea. Al confine tra la planitia e le due terrae si sono formate due mensae di particolare interesse scientifico, le Deuteronilus Mensae e Protonilus Mensae, che testimoniano l'esistenza passata di attività glaciale. Si evidenzia inoltre il Cratere Lyot, di grosse dimensioni; al suo interno contiene canali erosi probabilmente da acqua allo stato liquido.

## Esplorazione
Al 2017 non è stata effettuata nessuna missione robotica di superficie in questa maglia e non ne è nemmeno prevista alcuna per il futuro. I dati e le immagini relativi a questa maglia sono stati ripresi da orbiter e sonde che hanno effettuato il fly-by.